# Bahr Yussef

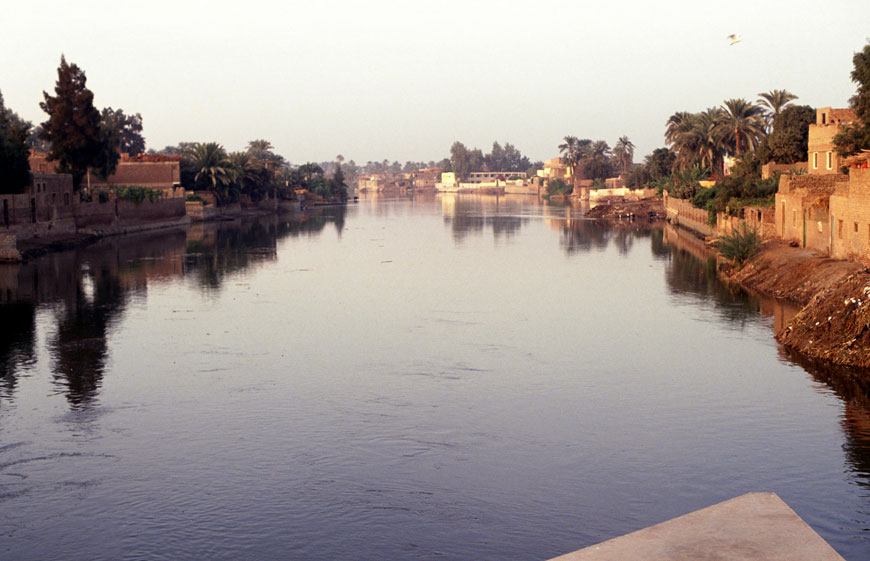
Bahr Yussef cerca de la ciudad de Menia

Bahr Yussef ( en árabe: بحر يوسف‎; "la vía fluvial de José"  ) es un canal que conecta el río Nilo con Fayún en Egipto. En la antigüedad, se conocía como Mer-Wer (el Gran Canal). Este proyecto fue construido en la época de Amenemhat III, también conocido como Moeris (similar a Mer-Wer). El nombre árabe se refiere al profeta Yussuf, la contraparte coránica del bíblico José.   
En tiempos prehistóricos, el canal era una rama natural del río Nilo que creaba un lago hacia el oeste durante las inundaciones. A partir de la 12.ª dinastía, la vía fluvial fue ampliada y Fayún se desarrolló para ampliar el lago Moeris. El canal se construyó en la pendiente natural del valle, creando un canal de 15 km de largo y 5 m de profundidad que descendía hacia la depresión de Fayún. El canal estaba controlado por la presa Ha-Uar, que en realidad eran dos presas que regulaban el flujo hacia el lago y fuera del Nilo. A medida que el área circundante cambió alrededor del año 230 a. C., el Bahr Yussef finalmente fue descuidado, dejando que gran  parte del lago Moeris se secara creando la depresión que existe hoy y la moderna provincia de Al Fayún. 
El Bahr Yussef todavía existe hoy en día, enviando agua hacia el norte al lago Birket Qarun, paralelo al Nilo.